# Кнессет 10-го созыва
Кнессет 10-го созыва (ивр. הכנסת העשירית‎) — парламент Государства Израиль, действовавший в период с 20 июля 1981 года по 13 августа 1984 года. Кнессет 10-го созыва функционировал 3 года и 24 дня.

## Результаты выборов
Результаты приводятся по данным сайта кнессета
Выборы состоялись 30 июня 1981 года.
Количество избирателей: 2 490 014.
Общее количество учтённых голосов: 1 937 366.
При электоральном барьере в 1 % место в кнессете было эквивалентно 19 373 поданным голосам.
Количество голосов за парламентское место: 15 312.
| Фракция                                      | Количество учтённых голосов | Голоса избирателей в процентном соотношении | Количество мандатов |
| -------------------------------------------- | --------------------------- | ------------------------------------------- | ------------------- |
| «Ликуд»                                      | 718 941                     | 37,1                                        | 48                  |
| «Маарах»                                     | 708 536                     | 36,6                                        | 47                  |
| «Религиозно - национальная партия»           | 95 232                      | 4,9                                         | 6                   |
| «Агудат Исраэль»                             | 72 312                      | 3,7                                         | 4                   |
| «Демократический фронт за мир и равноправие» | 64 918                      | 3,4                                         | 4                   |
| «Движение за традиции Израиля»               | 44 466                      | 2,3                                         | 3                   |
| «Тхия»                                       | 44 700                      | 2,3                                         | 3                   |
| «Движение ле-Итхадшут Мамлахтит»             | 30 600                      | 1,6                                         | 2                   |
| «Шинуй – Партия центра»                      | 29 837                      | 1,5                                         | 2                   |
| «Рац»                                        | 27 921                      | 1,4                                         | 1                   |

## Состав фракций
Состав фракций приводится по данным сайта кнессета
Численный состав фракций не соответствует количеству мандатов полученных на выборах, так как некоторые депутаты не находились в текущем кнессете полный срок из-за ротации, смены должностей, переходов, объединений и пр.
| Фракция                                            | Количество мандатов | Количество парламентских мест под конец сессии |
| -------------------------------------------------- | ------------------- | ---------------------------------------------- |
| «Ликуд»                                            | 48                  | 46                                             |
| «Маарах»                                           | 47                  | 49                                             |
| «Религиозно - национальная партия»                 | 6                   | 5                                              |
| «Агудат Исраэль»                                   | 4                   | 4                                              |
| «Демократический фронт за мир и равноправие»       | 4                   | 4                                              |
| «Движение за традиции Израиля»                     | 3                   | 3                                              |
| «Тхия»                                             | 3                   | 3                                              |
| «Движение ле-Итхадшут Мамлахтит»                   | 2                   | 0                                              |
| «Шинуй – Партия центра»                            | 2                   | 2                                              |
| «Рац»                                              | 1                   | 1                                              |
| «Израильский список рабочих»                       | 0                   | 1                                              |
| «Движенине за сионистское общественное обновление» | 0                   | 1                                              |
| Независимый член Хаим Друкман                      | 0                   | 1                                              |

## История

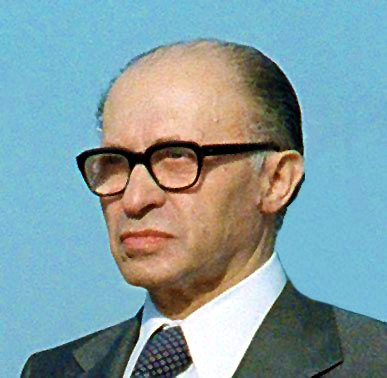
Менахем Бегин — премьер-министр Израиля при 19-м правительстве

Первое заседание прошло 20 июля 1981 года.

Председатель кнессета: Менахем Савидор.

Заместители председателя Кнессета: Меир Коэн-Авидов, Нафтали Федер, Игаль Коэн, Моше Шахаль.

Секретарь: Натанель Лорч, Шмуэль Якубсон.

## Наиболее важные законы, принятые Кнессетом 10-го созыва
- Закон о Голанских высотах, 1981 год
- Уголовно-процессуальный закон (комбинированная версия), 1982 год
- Закон о коммуникациях, 1982 год
- Закон о реабилитации заключенных, 1983 год
- Закон о получении разрешений на кашрут
- Основной закон о судопроизводстве
- Закон о поощрении исследований и разработок в промышленности, 1984 год
- Закон о соблюдении чистоты, 1984 год
- Закон о судах (комбинированная версия), 1984 год